# Volt (restaurang)

Volt var en restaurang på Kommendörsgatan 16 på Östermalm i Stockholm.
Restaurangen öppnades 2010 som en gastrobistro av krögarna Fredrik Johnsson, Johan Bengtsson, Peter Andersson och Simon Carlsson. De hade alla ett förflutet på restauranger som Lux, Oaxen krog och Mathias Dahlgren. Menyn karaktäriseras av "det nya nordiska köket" och lokalen rymmer 36 sittande.
2015 tilldelades restaurangen en stjärna i den prestigefyllda Guide Michelin. 2019 meddelade den dåvarande krögartrion Andersson, Bengtsson och Jansson att hösten 2019 skulle bli den sista säsongen innan man skulle stänga restaurangen för gott.